# Мандрівний автобус
«Мандрівний автобус» (рос. «Бродячий автобус») — російський радянський повнометражний кольоровий художній фільм, поставлений на Кіностудії «Ленфільм» у Творчому об'єднанні «Голос» в 1989 році режисером Йосипом Хейфіцієм.
Прем'єра фільму в СРСР відбулася у серпні 1990 році.

## Зміст
Мандрівний автобус із артистами їздить містами і селами, даючи невеликі вистави. У кожного з трупи своя доля, свої проблеми, але всіх їх об'єднує прагнення до творчості. У цьому маленькому світі є і любов, і сварки, а перед деякими навіть постає вибір – заробляти гроші або залишитися, не зраджуючи своїм устремлінням.

## Ролі
- Лев Борисов —  Микола Тюльпанов, актор
- Михайло Жигалов —  Василь, актор
- Афанасій Тришкин —  Іван Іванович, актор  (роль озвучив — Ігор Дмитрієв)
- Сергій Паршин —  розв'язний попутник Івана Івановича, п'яниця
- Надія Єрьоміна
- Лія Ахеджакова — Зіна, адміністратор
- Олена Козлитіна —  Оля, акторка, мати Костика
- Олег Вавилов —  Сергій Павлович, актор
- Ірина Ракшина —  Лариса, реквізиторка
- Валентин Букін —  Максимович, водій автобуса
- Галина Сабурова —  Верьовкіна, художня керівниця
- Галина Чигинська —  Ольга, акторка, дружина Миколи Тюльпанова
- Костя Мірлін

## В епізодах
- Володимир Горьков
- Микола Лебедєв
- Н. Марук - епізод
- Любов Малиновська —  Валя, кухарка в їдальні
- Т. Чудина - епізод
- Т. Малишева - епізод
- Юлія Чекмарьова - епізод
- Віктор Колпаков
- Віталій Баганов - епізод
- Любов Учаєв
- Олександр Ликов —  глядач у сільському клубі
- Павло Первушин
- В. Руденко - епізод
- Ю. Тичинін - епізод
- О. Андрієв - епізод

## Знімальна група
- Сценарій - Людмили Розумовської (за лібрето Йосипа Хейфіца)
- Постановка - Йосипа Хейфіца
- Головний оператор - Юрій Шайгарданов
- Головний художник - Володимир Свєтозаров
- Композитор - Андрій Петров
- Звукооператор - Ігор Вигдорчик
- Монтаж - Раїси Ізаксон
- Естрадно-симфонічний оркестр Ленінградського телебачення і радіо ім. Соловйова-Сєдого]], диригент - Станіслав Горковенко
- Слова романсу - Федора Сологуба
- Режисери - Олег Андрієв, Ілля Мілютенко
- Оператор - Олександр Карелін
- Костюми - Лідії Крюкової
- Художник-декоратор - Олег Широков
- Грим - Тетяни Павлової
- Редактор - Всеволод Шварц
- Режисерська група - В. Каргозерова, Ю. Полянський
- Операторська група - Р. Габитов, А. Вихованців
- Асистенти з монтажу - Н. Бурмістрова, Є. Верещагіна
- Реквізиторка - В. Кулішова
- Костюмерка - Р. Школьникова
- Гример - І. Зенютич
- Піротехніки - К. Сиров, К. Жаров
- Фотограф - Фам Тхе Хуат
- Майстер світла - С. Кисільов
- Звукотехніки - Г. Бочаров, В. Матросов
- Адміністративна група - Раїса Проскурякова, Л. Афанасьєв
- Директор картини - Геннадій Петелін

## Технічні дані
- Дистриб'ютор - компанія Сі Ді Ленд